# Nesle-le-Repons
Nesle-le-Repons é uma comuna francesa na região administrativa do Grande Leste, no departamento de Marne. Estende-se por uma área de 5.07 km², e possui 146 habitantes, segundo o censo de 2018, com uma densidade de 29 hab/km².